# Neuro-Sjögren
Ein möglicher Zusammenhang zwischen dem Sjögren-Syndrom und schweren Polyneuropathien ist seit ca. 2015 bekannt.
Das Krankheitsbild Neuro-Sjögren ['nɔyro'ɧøːɡreːn] wurde erstmal 2016 als solches beschrieben. Bei den an Neuro-Sjögren Erkrankten handelt es sich um Menschen, welche die Autoimmunerkrankung Sjögren-Syndrom mit einer neurologischen Beteiligung haben. Diese äußern sich meist in Form einer Polyneuropathie, aber auch in Form von Hirnnervenausfällen, Myopathien, Myelitiden, Zerebellitiden, Enzephalitiden und kognitiven Störungen. Die Schwere der Krankheitsverläufe wurde hierbei lange unterschätzt.

## Epidemiologie
Die Prävalenz von Neuro-Sjögren liegt zwischen 60 und 70 % der am Sjögren-Syndrom Erkrankten.

## Symptome
Die Symptome von Neuro-Sjögren zeigen sich in Form der Symptome des Sjögren-Syndroms wie z. B. starke Müdigkeit, Konzentrationsschwäche, Abgeschlagenheit, Depression, Gelenkentzündungen (Arthritis), zuweilen auch Haut-, Nasen- und Vaginaltrockenheit, entzündete Speicheldrüsen oder ein Raynaud-Syndrom sowie den Symptomen der jeweiligen assoziierten neurologischen Erkrankungen.

## Diagnostik
Zur Diagnostik des Sjögren-Syndroms siehe dort. Zur Diagnostik der jeweiligen assoziierten neurologischen 
Erkrankungen siehe jeweils dort:
- Polyneuropathie
- Hirnnervenausfälle
- Myopathie
- Myelitis
- Zerebellitis
- Enzephalitis
- kognitiven Störungen

## Therapie
Zur Therapie des Sjögren-Syndroms siehe dort; eine kausale Behandlung des Sjögren-Syndroms ist nicht bekannt.
Zur Therapie der jeweiligen beteiligten neurologische Erkrankungen siehe dort:
- Polyneuropathie
- Hirnnervenausfälle
- Myopathie
- Myelitis
- Zerebellitis
- Enzephalitis
- kognitiven Störungen